# 610
| 610                |
| ------------------ |
| Dødsfald - Fødsler |
|                    |

| Gregoriansk kalender | 610 DCX                 |
| Ab urbe condita      | 1363                    |
| Armensk kalender     | 59 ԹՎ ԾԹ                |
| Kinesiske kalender   | 3306 – 3307 己巳 – 庚午 |
| Etiopisk kalender    | 602 – 603               |
| Jødisk kalender      | 4370 – 4371             |
| Hindukalendere       |                         |
| - Vikram Samvat      | 665 – 666               |
| - Shaka Samvat       | 532 – 533               |
| - Kali Yuga          | 3711 – 3712             |
| Iransk kalender      | 12 BP – 11 BP           |
| Islamisk kalender    | 12 BH – 11 BH           |

Se også 610 (tal)

## Begivenheder
- Ifølge islam får profeten Muhammed i Hira-hulen sin første åbenbaring.

## Dødsfald
- Oktober: Kejser Fokas af Byzans bliver taget til fange, torteret og dræbt.